# Mouton de Frise orientale
Le mouton de Frise orientale (Ostfriesisches Milchschaf) est une race ovine originaire comme son nom l'indique de Frise orientale dans le Nord de l'Allemagne. Il s'agit d'une des meilleures races laitières au monde,.

## Histoire
Cette race est originaire de la Frise au Nord de l'Allemagne et de la Hollande où elle a été sélectionnée au cours des siècles pour sa production laitière. Elle est également utilisée pour améliorer les qualités laitières d'autres races. En Allemagne, elle est élevée surtout en Saxe et en Basse-Saxe. 

Carte de la Frise orientale.

## Production laitière
La brebis Frise orientale produit entre 300 et 600 kg de lait par an pendant une période de lactation de 200 à 300 jours. Certaines ont battu un record de près de 900 kg, y compris le lait tété par les agneaux. Le régime alimentaire de la brebis doit être bien adapté afin de produire un lait de haute qualité.
La seconde qualité de cette race est sa prolificité. La brebis peut mettre bas dès l'âge d'un an. De plus c'est une race très familière avec l'homme.
Le mouton de Frise orientale est croisé avec d'autres races pour améliorer leurs qualités laitières et leur prolificité. Ce n'est pas une race très rustique, ni adaptée à des conditions difficiles, toutefois son croisement dans l'amélioration de l'awassi des pays arabes a donné de bons résultats dans des conditions semi-arides ; son croisement avec des lacaunes a permis de grands succès dans les élevages du Wisconsin. La race de Frise orientale n'a été importée aux États-Unis que dans les années 1990, et dès lors s'est imposée comme une race de choix pour les producteurs de lait, mais rarement en race pure, pour des raisons commerciales.

## Description
Le mouton de Frise orientale appartient aux grandes races de landes, environnement qui est fréquent dans cette grande région de terres pauvres. Plusieurs races se sont bien adaptées dans cet environnement, originaires aussi de Frise occidentale et de Zélande. Autrefois ces races fermières étaient élevées dans de petites exploitations familiales pour leur lait. Ils ne sont pas adaptés à l'élevage en grands troupeaux. La brebis pèse de 75 à 100 kg.
Le mouton de Frise orientale montre un mufle rose, une tête et des pattes sans laine. Il ne possède pas de cornes et ses sabots sont clairs. Le signe distinctif le plus caractéristique de cette race est sa queue très fine et sans laine, qualifiée de « queue de rat ». Sa laine est blanche (35-37 microns, longueur 120-160 mm) et donne un poids de 4 à 5 kg par an. Il existe aussi à la marge une variété foncée (brun) du mouton de Frise orientale, en nombre réduit, ainsi qu'une variété tachetée.

## Notes et références

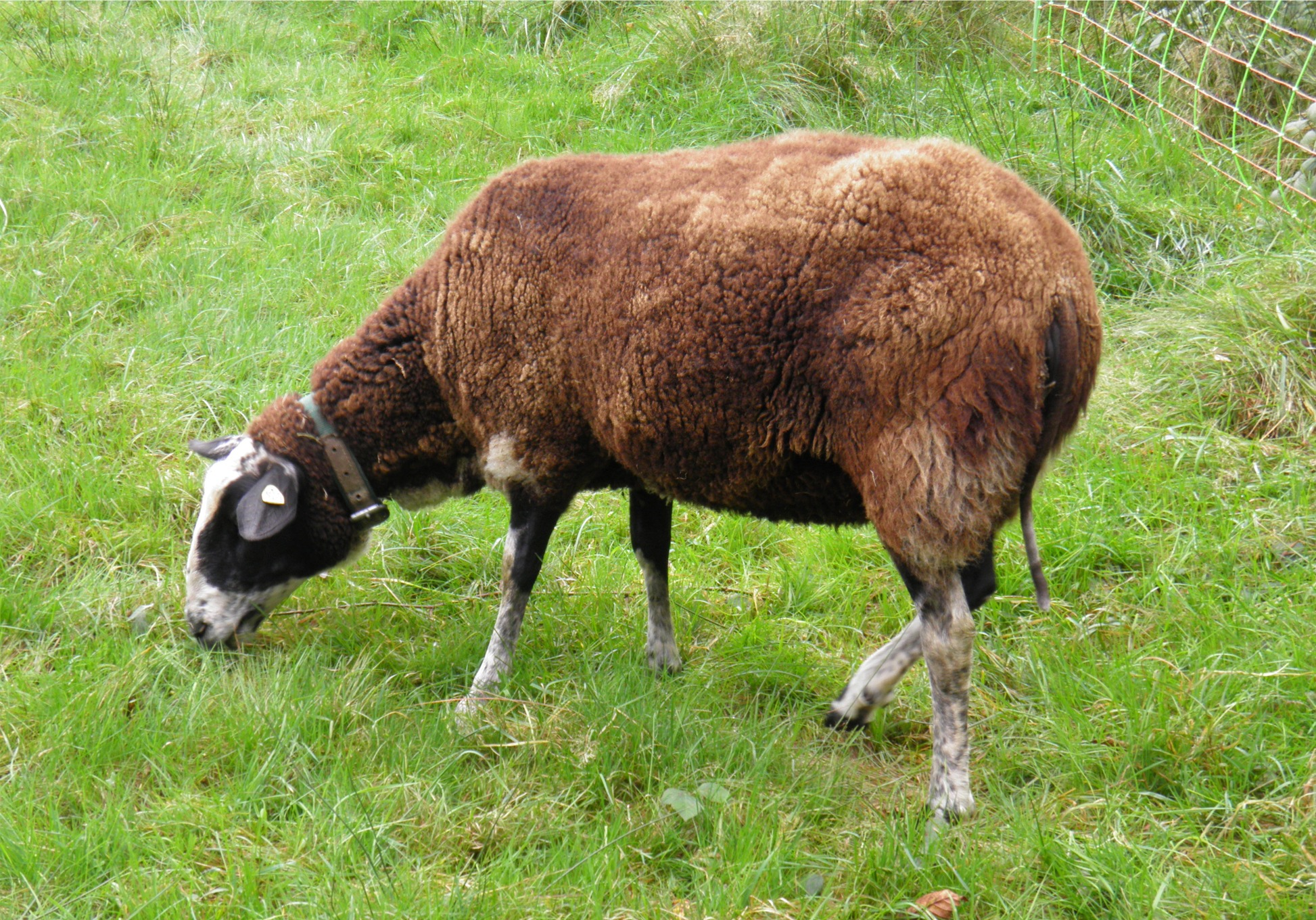
Variété brune.